# Lambarahu abaja
Lambarahu abaja ist eine Bucht in der Landgemeinde Saaremaa im Kreis Saare auf der größten estnischen Insel Saaremaa. Sie bildet die Lücke zwischen den Halbinseln Tallesäär im Norden und Eeriksaare poolsaar im Süden und Westen.
Die Bucht ist 330 Meter lang und schneidet sich 250 Meter tief ins Land ein.